# Patrick Nys
Patrick Nys (25 januari 1969) is een Belgische voormalig voetballer. Hij speelde als doelman en ging later als keeperstrainer werken.
Hij speelde hij onder andere voor Lommel, Lierse, het Turkse Gençlerbirliği en zeven seizoenen voor FC Brussels, waar hij in zijn laatste seizoen ook keeperstrainer was. Op 41-jarige leeftijd stopte hij met profvoetbal en werd hij voltijds (keepers)trainer.

## Spelerscarrière
- 1977-1986: KFC Grobbendonk
- 1986-1987: Lierse SK
- 1987-1990: Beerschot
- 1990-1991: KVVOG Vorselaar
- 1991-1994: Sporting Hasselt
- 1994-1995: Beringen
- 1995-1997: KV Turnhout
- 1997-1999: Lommel SK
- 1999-2000: Lierse SK
- 2000-2002: Gençlerbirliği
- 2002-2003: Dessel Sport
- 2003-2010: FC Brussels

## Trainerscarrière
- 2011-2014: Lierse SK (keeperstrainer)[1]
- 2014-2016: Sint-Truiden VV (keeperstrainer)[2]
- 2016-2018: Lierse SK (keeperstrainer)[3]
- 2018-2022: Beerschot VA (keeperstrainer)[4]